# Suhor (gmina Novo mesto)
Suhor – wieś w Słowenii, w gminie miejskiej Novo mesto. W 2018 roku liczyła 38 mieszkańców. 